# Tricentra albipunctata
Tricentra albipunctata là một loài bướm đêm trong họ Geometridae.